# Kínai Wikipédia
A Kínai Wikipédia (Kínai nyelven: ) a Wikipédia projekt kínai nyelvű változata, egy internetes enciklopédia. Az Kínai Wikipédiának 64 adminja, 3 688 341 felhasználója van, melyből 7 135 fő az aktív szerkesztő. A lapok száma (beleértve a szócikkeket, vitalapokat, allapokat és egyéb lapokat is) 7 976 617, a szerkesztések száma pedig 86 245 233.

## Mérföldkövek
- 2002. október - elindul az oldal
- Jelenlegi szócikkek száma: 1 115 666 (2020. május 1.)

## Külső hivatkozások
- A Kínai Wikipédia kezdőlapja